# Dokken
Dokken és un dels grups nord-americans de Hard Rock/Heavy Metal amb més èxit de la dècada dels 80, que combinant la veu característica de Don Dokken i l'energètica i virtuosa guitarra de George Lynch, van saber crear cançons amb intensos riffs com "Kiss Of Death" i "Power", balades com "Alone Again, que van convertir als discs del grup en els més venuts de l'estil. Els LPs com el "Tooth and Nail" i "Under Lock and Key" encara són considerats clàssics i van aparèixer en el moment precís; l'apogeu del Heavy metal era enorme i els seus primers vídeos promocionals van comptar amb tot el suport de la MTV.

## Història

### Inicis
La història de Dokken comença a finals dels 70, quan el guitarrista George Lynch i la bateria Mick Brown es van ajuntar amb en Don Dokken com a cantant i Jim Monanteras com a baixista temporal per formar 'Xciter' i gravar Back in the Streets amb Carerre Records. El 1978 Juan Croucier va substituir Jim Monanteras en el baix, el mateix any que el grup publicava els singles: "Hard Rock Woman" i "Paris is Burning". El 1981 en Don viatja a Alemanya i canvia el nom del grup a Dokken, llavors graven el seu primer àlbum anomenat "Breaking The Chains" el 1982. El disc es fa bastant popular a Europa, però no és així als Estats Units.
Després d'una gira per Alemanya, en el que van aconseguir una gran amistat amb el grup local Scorpions, aconsegueixen un contracte amb Elektra Records, que va reeditar "Breaking the Chains" el 1983, i Jeff Pilson s'integra com el primer baixista oficial substituint Juan Croucier que va deixar el grup el 1982 per unir-se a Ratt.

### Reconeixement
1984 va ser l'any en què va debutar realment Dokken, ja que es va publicar el 13 de setembre l'àlbum "Tooth And Nail", que es converteix en un esdeveniment amb els singles "Into The Fire", "Just Got Lucky" i la ja esmentada "Alone Again", venent més d'un milió de còpies només als Estats Units i assolint el lloc #49 en les llistes d'èxits. Després de sortir de gira amb Scorpions, el 1985 graven el LP "Under Lock And Key", publicat el 9 de novembre, que aconsegueix un èxit similar al del disc anterior amb temes com " In My Dreams" (#24), "The Hunter" (#25) i "It's Not Love".
Després d'una gira amb molt d'èxit una vegada més amb Scorpions el 1986, tornen a l'estudi per gravar "Dream Warriors", un tema elaborat per a la banda sonora de "Malson al Carrer Elmo 3: Els Guerrers dels Somnis". La cançó més tard es va publicar com un single del seu disc Back for Attack el 10 de febrer de 1987 i amb un videoclip amb els actors de la pel·lícula que possiblement va ser el seu vídeo més conegut. A més l'escultor Steve Fiorilla va realitzar una guitarra amb forma d'esquelet per a aquesta realització. Hi va haver un període de gairebé mig any abans de tornar a l'estudi per gravar "Back For The Attack", el qual va veure la llum el 27 de novembre de 1987, i es va convertir en poc temps al seu tercer Disc de Platí amb temes com "Burning Like a Flame" (#20) i "Heaven Sent".

### Conflictes interns
Dokken es va passar una temporada fent gegantines presentacions al costat de Van Halen en el marc del US Monsters Of Rock. L'àlbum següent va ser la compilació en directe, "Beast From The East", publicada el 16 de novembre de 1988. D'aquest àlbum va sortir el senzill "Walk Away". Així mateix, aquest va ser l'últim material que van realitzar junts abans que trenquessin relacions entre Don Dokken i George Lynch per diferències musicals. Lynch volia poder en el grup, la qual cosa va arribar al punt de convertir-se en una situació insuportable. Fins i tot, Lynch va argumentar en algun moment que no volia participar en un grup que tingués el cognom del cantant i que això li feia sentir-se desplaçat. El guitarrista va renunciar al grup i se'n va anar junt amb Mick Brown "Wild" per formar Lynch Mob i gravar així dos albums: Wicked Sensation el 1990 i Lynch Mob 1992.
Després de dissoldre's, en Don Dokken també comença la seva carrera com a solista, editant amb una superbanda l'àlbum "Up From The Ashes" en 1990. Jeff Pilson va dirigir el grup War and Peace.

### Reunió
El grup es va reunir el 1993, però no van arribar a publicar un nou treball fins al 1995 on gràcies a la màgia del famós John Kalodner van firmar amb Columbia Records per publicar "Dysfunctional", que no va aconseguir tenir molta repercussió i a la llarga s'entendria gairebé com un disc solista d'en Don Dokken. A l'any següent amb CMC Records graven el disc acústic en directe "One Live Night" i el 1997, la llarga durada en estudi "Shadowlife", (ara era el torn de plasmar totes les idees solistes de George Lynch) que tampoc no troba una resposta positiva en el públic.
El 1998, George Lynch se'n va del grup per segona vegada, després d'un violent altercat amb en Don Dokken, per reunir-se amb Lynch Mob, i és reemplaçat pel guitarrista Reb Beach del grup Winger, un altre virtuós. El 1999 surt al mercat "Erase The Slate", que lentament s'ha convertit en un disc més i més requerit pels fans. Al cap de poc la banda va llançar "Live From The Sun" el 2000, que captura el so en directe en el Sun Theater d'Anaheim (Califòrnia), i que mostra les capacitats tècniques del nou integrant Reb Beach. El 2001, Beach va ser reemplaçat per John Norum (Exguitarrista de Europe), i Jeff Pilson va ser substituït pel baixista Barry Sparks. El 2002 es va publicar l'àlbum Long Way Home. Aquell mateix any van ser protagonistes en el Metal Edge Rockfest 2002.
El 2004, John Norum va deixar el grup per tornar amb Europe i va ser reemplaçat per Jon Levin (Exguitarrista de Dauro a Force Majeure), i van publicar llavors el seu àlbum Hell to Pay.
Dokken va mostrar un sòlid rendiment a la gira "Power to the People", al costat de Poison, Cinderella i Slaughter; i a diferència dels anteriors grups, es nota la política del grup de no voler viure de la nostàlgia i continuar produint Hard Rock Melòdic amb harmonies elaborades vocals. Actualment el grup realitza alguna gira amb grups del que reflecteixen l'estil dels 80 com Great White, i acaba de publicar el passat 13 de maig de 2007 un concert en directe de 1981, anomenat "From Conception". A més, estan treballant en noves cançons que es convertiran al seu desè disc en estudi, possiblement s'anomenarà "Lighting Strikes Again" a causa d'una continuïtat al seu àlbum "Under Lock and Key".
El seu últim àlbum confirma el títol de "Lighting Strikes Again" i ha sortit en venda en el segon trimestre de 2008.

## Membres

### Membres actuals
- Don Dokken – cantant, guitarra (1976-1988, 1993–actualitat)
- Jon Levin – guitarra (2003–actualitat)
- Barry Sparks – baix, veus de fons (2001–actualitat)
- Mick Brown – bateria, veus de fons (1981-1988, 1993–actualitat)

### Membres anteriors
- George Lynch – guitarra (1981–1988, 1993-1997)
- Reb Beach – guitarra (1998–2001)
- John Norum – guitarra (1997, 2001–2003)
- Jeff Pilson – baix (1983-1988, 1993-2001)
- Juan Croucier – baix (1978–1982)
- Greg Leon - guitarra (1977-1979)
- Peter Baltes - baix (1977-1978)
- Gary Holland - bateria (1979)
- Greg Pecka - bateria (1978)
- Tom Croucier - guitarra (1981)

### Membres temporals en gira
- Mikkey Dee - baix (Gira del 2001)
- Alex De Rosso - guitarra (Gira del 2004 per Europa)
- Kelly Keeling
- Jeff Tappen - baix
- Frankie Banali - bateria (9-21-2002)
- Adam Hamilton - baix (9-21-2002)
- Greg Smith - baix (5-22 ~ 25-2005)
- Sean McNabb - baix (6-30-2006)
- Chris McCarvill - baix (Gira del 2008)
- Jeff Martin - bateria (Gira del 2008)

## Discografia

### Àlbums d'estudi
- Breaking the Chains (18 de setembre de 1983) #136
- Tooth and Nail (13 de setembre de 1984) #49
- Under Lock and Key (9 de novembre 1985) #32
- Back for the Attack (27 de novembre de 1987) #13
- Dysfunctional (1995) #47
- Shadowlife (1997) #146
- Erase the Slate (1999)
- Long Way Home (2002)
- Hell to Pay (2004)
- Lightning Strikes Again (2008) #133
- Broken Bones (2012)
- Heaven Comes Down (2023)

### Àlbums en directe
- Beast from the East (16 de novembre de 1988) #33
- One Live Night (1996)
- Live from the Sun (2000)
- Japan Live '95 (2003)
- From Conception: Live 1981 (2007)

### Compilacions
- The Best of Dokken (1994) (només al Japó)
- The Very Best of Dokken (1999)
- Then and Now: Dokken (2002)
- Alone Again and Other Hits (2002)
- Change The World: An Introduction (2004)
- The Definitive Rock Collection (2006)

### Singles/EPs
- Back in the Streets (EP) (1979)
- Breaking the Chains (1983) #32
- Into the Fire (1984) #21
- Just Got Lucky (1984) #27
- Alone Again (1985) #20
- The Hunter (1985) #32
- In My Dreams (1986) #24
- It's Not Love (1986)
- Dream Warriors (10 de febrer de 1987) #22
- Burning Like A Flame (1987) #72
- Heaven Sent (1988) #13
- Prisoner (1988) #37
- Walk Away (1988)
- Too High to Fly (1995) #29
- Standing on the Outside (2008)